# Call It What You Want
Call It What You Want (englisch für „Nenn es wie du es willst“) ist ein Song der US-amerikanischen Popsängerin Taylor Swift. Das Lied wurde am 3. November 2017 veröffentlicht und erschien sieben Tage später außerdem auf ihrem sechsten Studioalbum Reputation. Call It What You Want erhielt Goldstatus in Australien und den USA für insgesamt 535.000 Verkäufe und wurde ein Top-40-Hit in Großbritannien und den USA.

## Entstehung und Mitwirkende
Die Aufnahme von Call It What You Want fand im Rough Customer Studio in Brooklyn Heights, die Abmischung in den Mixstar Studio in Virginia Beach und das Mastering in den Studios von Sterling Sound in New York statt. Die Urheberrechte an dem Song halten Taylor Swift Music und für Jack Antonoff Ducky Donath Music (beide verwertet durch BMI).
Mitwirkende
- Songwriting – Taylor Swift, Jack Antonoff
- Produktion – Jack Antonoff, Taylor Swift
- Abmischung – John Hanes, Serban Ghenea
- Gesang – Taylor Swift
- Instrumente, Programmierung, Background Vocals – Jack Antonoff
- Engineering – Laura Sisk
- Mastering – Randy Merrill[1]

## Inhalt

### Text
Call It What You Want gliedert sich folgendermaßen: Verse 1 – Chorus – Verse 2 – Chorus – Bridge – Chorus – Outro.

### Musik
Call It What You Want ist stilistisch eine Ballade. Die Musik wurde als „subtiles, elektronisches Klangbett“ bezeichnet.

## Veröffentlichung und Promotion
Am 2. November 2017 kündigte Taylor Swift auf ihrer Instagram-Seite mit drei Posts die Veröffentlichung von Call It What You Want und teaste den Song durch Veröffentlichung mehrerer Textzeilen an. Wie angekündigt erschien das Lied dann um Mitternacht Eastern Time am 3. November 2017 als vierter und letzter vorab veröffentlichter Song des Albums Reputation und als zweiter von diesen, der nicht gleichzeitig als Single erschien. Auf Reputation ist Call It What You Want als 14. und damit vorletzter Song zu finden.
Taylor Swift sang Call It What You Want während der 53 Shows ihrer Reputation Stadium Tour live. Außerdem sang sie eine Acoustic Version des Songs während des Saturday Night Live am 11. November 2017.

## Kritiken
Der Tagesspiegel bezeichnete Call it What You Want You als bemerkenswertesten Song des Albums.

## Kommerzieller Erfolg

### Chartplatzierungen
| ChartsChartplatzierungen       | Höchstplatzierung | Wochen |
| ------------------------------ | ----------------- | ------ |
| Deutschland (GfK)              | 99 (1 Wo.)        | 1      |
| Österreich (Ö3)                | 43 (1 Wo.)        | 1      |
| Schweiz (IFPI)                 | 96 (1 Wo.)        | 1      |
| Vereinigte Staaten (Billboard) | 27 (2 Wo.)        | 2      |
| Vereinigtes Königreich (OCC)   | 29 (2 Wo.)        | 2      |

Call It What You Want erreichte bei zwei Chartwochen Platz 27 in den USA und Platz 29 in Großbritannien sowie bei einer Chartwoche Platz 43 in Österreich, Platz 96 in der Schweiz und Platz 99 in Deutschland. In den USA debütierte Call It What You Want außerdem auf dem Spitzenplatz der Digital Song Sales. Dadurch wurde Reputation zum ersten Album seit dem Vorgängeralbum 1989 mit vier Nummer-1-Hits in diesen Charts. Mit 68.000 Downloads erreichte der Song dabei allerdings weniger Downloads als die anderen drei vorab veröffentlichten Songs von Reputation. Wie die vorherigen (Promo-)Singles des Albums debütierte Call It What You Want auch in den USA auf dem Spitzenplatz der iTunes-Charts, wobei der Song mit drei Wochen dort länger als der Vorgänger Gorgeous verweilte.

### Streaming-Charts
In den USA belegte Call It What You Want mit 9,7 Millionen Streams Platz 50 der Streaming-Charts. Am Erscheinungstag belegte Call It What You Want mit 875.328 Streams Platz 12 der US-Spotify-Charts und mit 1,6 Millionen Streams Platz 37 der globalen Spotify-Charts. In jener Woche erreichte der Song außerdem in mit 4,4 Millionen Streams Platz 26 der wöchentlichen US-Spotify-Charts und mit 8,8 Millionen Streams Platz 47 der wöchentlichen globalen Spotify-Charts. Stand Juli 2022 wurde Call It What You Want 207 Millionen Mal auf Spotify gestreamt und es wurden über Musik-Streaming 204.925 Album-äquivalente Einheiten verkauft (Platz 9 unter den 5 Album-Tracks).
Top-40-Platzierungen in den täglichen Spotify-Charts
- Platz 39: Singapur[15]
- Platz 37: Taiwan[16]
- Platz 36: Kanada[17]
- Platz 30: Thailand[18]
- Platz 26: Malaysia[19]
- Platz 22: Hongkong[20]
- Platz 12: USA[10]

### Auszeichnungen für Musikverkäufe
| Land/Region                  | Auszeichnungen für Musikverkäufe (Land/Region, Auszeichnung, Verkäufe) | Verkäufe |
| ---------------------------- | ---------------------------------------------------------------------- | -------- |
| Australien (ARIA)            | Platin                                                                 | 70.000   |
| Brasilien (PMB)              | Gold                                                                   | 20.000   |
| Neuseeland (RMNZ)            | Platin                                                                 | 30.000   |
| Vereinigte Staaten (RIAA)    | Gold                                                                   | 500.000  |
| Vereinigtes Königreich (BPI) | Silber                                                                 | 200.000  |
| Insgesamt                    | 1× Silber · 2× Gold · 2× Platin ·                                      | 820.000  |